# Ласосна (річка)
Ласосна — річка в Польщі й Білорусі у Сокульському повіті та Гродненському районі Підляського воєводства та Гродненської області. Ліва притока річки Німану (басейн Німану).

## Опис
Довжина річки 46 км, похил річки 1,1 %, площа басейну водозбору 468 км², середньорічний стік 2,8 м³/с. Формується притоками та безіменними струмками.

## Розташування
Бере початок біля села Малявіче-Дольне. Тече переважно на північний схід, перетинає державний кордон неподалік села Брузги і на західній околиці міста Гродно впадає у річку Німан.